# Prism Ridge
Prism Ridge ist ein schmaler Gebirgskamm mit unvereisten Felsvorsprüngen im westantarktischen Ellsworthland. In den Jones Mountains ragt er unmittelbar nördlich des Haskell-Gletschers und 3 km südsüdwestlich des Bonnabeau Dome auf.
Die Mannschaft der University of Minnesota, die von 1960 bis 1961 die Jones Mountains erkundete, kartierte und benannte ihn. Namensgeber ist ein großer und vereinzelter Eisblock in der Form eines Prismas am südlichen Ende des Gebirgskamms.